# Saint-Germain-de-Coulamer
Saint-Germain-de-Coulamer là một xã của tỉnh Mayenne, thuộc vùng Pays de la Loire, tây bắc nước Pháp.